# Juan Casimiro de Erbach-Breuberg
El Conde Juan Casimiro de Erbach-Breuberg (10 de agosto de 1584-14 de enero de 1627) fue un príncipe alemán miembro de la Casa de Erbach y gobernante sobre Breuberg, Wildenstein y Fürstenau.
Nacido en Erbach, era el undécimo vástago y cuarto hijo varón (aunque el tercero en sobrevivir) del Conde Jorge III de Erbach-Breuberg y de su segunda esposa Ana, hija del Conde Federico Magnus de Solms-Laubach-Sonnenwalde.

## Biografía
Después de la muerte de su padre, Juan Casimiro y sus hermanos supervivientes se dividieron los dominios de Erbach en 1606: él recibió los distritos de Breuberg y Wildenstein. En 1623, tras la muerte de su hermano mayor Federico Magnus sin hijos herederos, el resto de hermanos se dividieron sus dominios: Juan Casimiro recibió el distrito de Fürstenau.
Juan Casimiro murió en Schweidnitz a la edad de 41 años y fue enterrado en Michelstadt. Debido a que nunca se casó ni tuvo hijos, sus hermanos se dividieron sus territorios después de su muerte.
- Datos: Q19902526
- Multimedia: John Casimir, Count of Erbach-Breuberg / Q19902526